# Claudia Gerini
Claudia Gerini, née le 18 décembre 1971 à Rome, en Italie est une actrice italienne.

## Biographie
Lors de la 63e cérémonie des David di Donatello, elle remporte le David di Donatello de la meilleure actrice dans un second rôle pour Ammore e malavita.

## Filmographie

### Cinéma
- 1987 : Roba da ricchi
- 1988 : Ciao ma' : Gloria
- 1989 : Night Club de Sergio Corbucci
- 1991 : Non siamo soli (feuilleton TV)
- 1991 : Madre padrona
- 1991 : Gioco perverso
- 1992 : Favola crudele
- 1992 : L'Atlantide : Sophie
- 1994 : Padre e figlio : Chiara
- 1995 : L'Anno prossimo vado a letto alle dieci : Hitch-girl
- 1995 : Femme de passions (TV) : Paola
- 1995 : Viaggi di nozze : Jessica
- 1996 : Sono pazzo di Iris Blond : Iris Blond
- 1996 : Escoriandoli : Lauretta
- 1997 : Fuochi d'artificio de Leonardo Pieraccioni : Lorenza
- 1998 : Sotto la luna (TV) : Giulia
- 1999 : Lucignolo : Fatima
- 1999 : La Vespa e la regina : Ginevra
- 1999 : Il Gioco : Michela
- 1999 : Tutti gli uomini del deficiente : Stella Leone
- 2001 : Amarsi può darsi : Giulia
- 2001 : HS Hors Service : Hélène
- 2001 : Francesca e Nunziata (TV) : Nunziata
- 2001 : Off Key : Violeta
- 2002 : La Playa de los galgos : Berta
- 2003 : Al cuore si comanda : Lorenza
- 2003 : Sous le soleil de Toscane (Under the Tuscan Sun) : Signora Raguzzi
- 2004 : La Passion du Christ (The Passion of the Christ) : Claudia Procles
- 2004 : À corps perdus (Non ti muovere) : Elsa
- 2004 : Guardiani delle nuvole : Nannina
- 2006 : La terra de Sergio Rubini : Laura
- 2006 : 48 ore (série TV) : Marta De Maria
- 2006 : Viaggio segreto
- 2006 : L'Inconnue (La Sconosciuta) : Valeria Adacher
- 2006 : Viaggio segreto : Adele
- 2007 : Nero bifamiliare : Marina
- 2008 : Grande, grosso e Verdone
- 2008 : Aspettando il sole : Giulia
- 2009 : Ex de Fausto Brizzi : Elisa
- 2009 : Diverso da chi?
- 2012 :  Reality
- 2012 : Labyrinthe : Marie-Cécile de l'Oradore
- 2012 : Tulpa : Lisa Boeri
- 2012 : La Légende de Kaspar Hauser de Davide Manuli : La Duchesse
- 2012 : Com'è bello far l'amore de Fausto Brizzi
- 2016 : Nemiche per la pelle de Luca Lucini
- 2017 : John Wick 2 de Chad Stahelski : Gianna D'Antonio
- 2017 : Ammore e malavita d'Antonio et Marco Manetti :
- 2018 : Une famille italienne (A casa tutti bene) de Gabriele Muccino
- 2019 : Dolceroma
- 2019 : Non sono un assassino de Andrea Zaccariello (it)
- 2021 : Diabolik de Marco et Antonio Manetti
- 2022 : Le Nid du tigre de Brando Quilici
- 2023 : L'ordine del tempo de Liliana Cavani

### Télévision

#### Série télévisée
2017 - : Suburra (Netflix)

## Distinction
- 63e cérémonie des David di Donatello : Meilleure actrice dans un second rôle pour Ammore e malavita.